# Clytospiza monteiri
L'amaranto di Monteiro o amaranto bruno (Clytospiza monteiri (Hartlaub, 1860)) è un uccello passeriforme della famiglia degli Estrildidi, unica specie ascritta al genere Clytospiza Shelley, 1896.

## Descrizione

### Dimensioni
Misura fino a 12 cm di lunghezza.

### Aspetto
Si tratta di uccelletti massicci, muniti di un forte becco di forma conica.

La testa ed il collo sono di colore grigio ardesia, il dorso e le ali sono di colore bruno-grigiastro, il petto, i fianchi ed il ventre sono di colore castano, con presenza di grosse macchia bianche; la coda è nera, il codione è rosso, e nel maschio è presente una macchia rossa anche sulla gola, macchia che nella femmina è invece di colore biancastro e rappresenta l'unico segno di dimorfismo sessuale, essendo i due sessi per il resto assai simili. Le zampe sono di colore carnicino, il becco è nero con base bluastra, le palpebre sono anch'esse bluastre, gli occhi sono bruno-rossicci.

## Biologia
Si tratta di uccelli dalle abitudini diurne, che tendono a vivere in coppie o in gruppetti a base familiare, che raramente contano più di una decina di individui: questi uccelli sono molto timidi, e tendono a rimanere fra l'erba alta o in prossimità del suolo, pronti a nascondersi nel fitto della vegetazione al minimo rumore sospetto.

### Alimentazione
La dieta dell'amaranto di Monteir si compone principalmente da semi di piccole dimensioni, che vengono spezzati grazie al forte becco: questi uccelli integrano inoltre questa dieta granivora con germogli, frutta, bacche e piccoli invertebrati, perlopiù termiti e ragni.

### Riproduzione
La stagione riproduttiva comincia con la fase finale della stagione delle piogge, quando la quantità di cibo a disposizione per i nidiacei è maggiore.

Difficilmente le coppie si dedicano alla costruzione del nido, preferendo occupare i nidi abbandonati di altri uccelli, principalmente quelli degli affini pirenesti, di nonnetta o di coucal, generalmente rinforzandone l'imbottitura interna con pelo, fibre vegetali ed esuvie di rettili.

All'interno del nido vengono deposte 4-5 uova biancastre, che vengono covate da ambedue i genitori: sebbene si conosca assai poco riguardo alle cure parentali di questi uccelli, si ritiene che esse non differiscano significativamente per modalità e tempistica da quelle degli altri estrildidi.

## Distribuzione e habitat
L'amaranto bruno occupa una vasta porzione dell'Africa Centrale che va dal Ciad meridionale al Kenya occidentale.
L'habitat di questi uccelli è rappresentato dalle aree umide alberate e cespugliose, con presenza di radure più o meno estese: essi inoltre hanno beneficiato dell'antropizzazione di alcune aree, colonizzando ad esempio i campi da taglio del legname e spingendosi nelle aree coltivate e nei giardini delle zone periferiche cittadine.